# Enrique Tucuna
Enrique Tucuna (6 agosto 1968) è un ex cestista uruguaiano.

## Carriera
Con l'Uruguay ha disputato tre edizioni dei Campionati americani (1992, 1993, 1999).